# قرار مجلس الأمن التابع للأمم المتحدة رقم 258
اعتمد قرار مجلس الأمن التابع للأمم المتحدة رقم 258 في 18 سبتمبر 1968. وإذ يساور المجلس القلق إزاء تنامي عدم الاستقرار في الشرق الأوسط، فقد طالب باحترام وقف إطلاق النار الذي يأمر به بصرامة، وأعاد تأكيد القرار 242، وحث جميع الأطراف على أن تتعاون على أتم وجه مع الممثل الخاص للأمين العام.
واعتمد القرار بأغلبية 14 صوتا مقابل لا شيء؛ وامتنعت الجزائر عن التصويت.